# Albertinen-Kunstteich

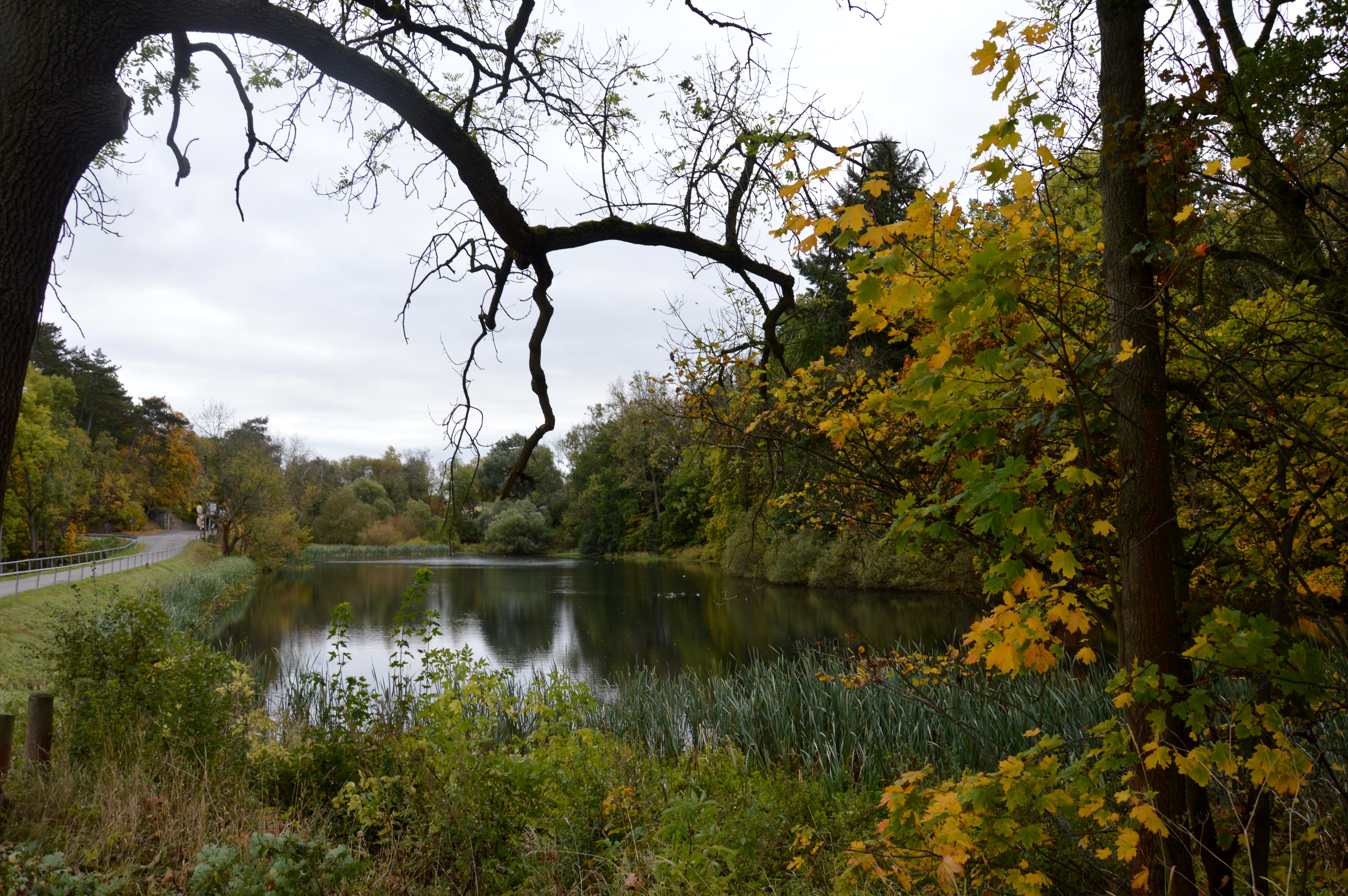
Albertinen-Kunstteich

Der Albertinen-Kunstteich ist ein denkmalgeschützter Teich in Harzgerode im Harz in Sachsen-Anhalt.
Der Teich liegt westlich der Harzgeroder Altstadt, südlich des Silberhüttenwegs und der Neuen Straße.
Der Kunstteich wurde am Ende des 17. Jahrhunderts für das Silberbergwerk Albertine angelegt. In Ost-West-Richtung erstreckt er sich über etwa 200 Meter bei einer Breite von bis zu 60 Metern. Er gilt als bedeutendes Zeugnis der Bergbaugeschichte der Region.
Im örtlichen Denkmalverzeichnis ist der Teich unter der Erfassungsnummer 094 50067 als Baudenkmal verzeichnet.